# Комітет Верховної Ради України з питань економічної політики
Комітет Верховної ради України з питань економічної політики — колишній профільний комітет.
Створений 4 грудня 2007 р..

## Сфери відання
Комітет здійснює законопроєктну роботу, готує, попередньо розглядає питання, віднесені до повноважень Верховної Ради України, та виконує контрольні функції у таких сферах відання:
- державна економічна політика;

- застава, лізинг, концесія, оренда, розподіл продукції, управління майном, що перебуває у державній чи комунальній власності (крім управління майном оборонно-промислового комплексу);
- приватизація державного і комунального майна, націоналізація (реприватизація), банкрутство тощо;
- регулювання державних закупівель;
- бухгалтерський облік та звітність, аудиторська діяльність;
- ціни і тарифи, ціноутворення;
- господарське законодавство;
- державна політика у сфері побутових відходів та металобрухту;
- кооперація (крім сільськогосподарської кооперації).

## Склад VIII скликання[2]

### Керівники
- голова — Іванчук Андрій Володимирович
- заступник голови — Соловей Юрій Ігорович
- секретар — Матківський Богдан Миронович

### Члени[3]
- Березкін Станіслав Семенович
- Воропаєв Юрій Миколайович
- Денисенко Анатолій Петрович
- Довгий Олесь Станіславович
- Кацуба Володимир Михайлович
- Кошелєва Альона Володимирівна
- Кривенко Вадим Валерійович
- Матвієнков Сергій Анатолійович
- Пташник Вікторія Юріївна
- Романовський Олександр Володимирович
- Фаєрмарк Сергій Олександрович
- Чекіта Геннадій Леонідович — голова підкомітету з питань цін і тарифів, ціноутворення, регуляторної політики, кооперації, захисту прав споживачів.

## Склад VII скликання[4]

### Керівники
- Іванчук Андрій Володимирович — Голова
- Кальцев Сергій Федорович — Перший заступник голови
- Москаленко Ярослав Миколайович — Заступник голови, голова підкомітету з питань цінової та тарифної політики
- Головко Михайло Йосифович — Заступник голови, голова підкомітету з питань господарського законодавства
- Ляпіна Ксенія Михайлівна — Заступник голови, голова підкомітету з питань банкрутства, власності та інших речових прав
- Горіна Ірина Анатоліївна — Заступник голови, голова підкомітету з питань регулювання державних закупівель
- Пономарьов Андрій Вікторович — Секретар
- Шлемко Дмитро Васильович — Голова підкомітету з питань державної економічної політики України
- Денисенко Анатолій Петрович — Голова підкомітету з питань приватизації (реприватизації) та націоналізації

### Члени
- Безбах Яків Якович
- Березкін Станіслав Семенович
- Борита Ольга Василівна
- Кацуба Сергій Володимирович
- Палиця Ігор Петрович
- Пинзеник Віктор Михайлович[5].